# Xian de Malipo
Le xian de Malipo (麻栗坡县 ; pinyin : Málìpō Xiàn) est un district administratif de la province du Yunnan en Chine. Il est placé sous la juridiction de la préfecture autonome zhuang et miao de Wenshan.

## Démographie
La population du district était de 265 337 habitants en 1999.